# 徐晞
徐晞（？—？），字孟初，一字孟晞，南直隶常州府江陰縣人，明朝政治人物，官至兵部尚书。

## 生平
永樂初年，徐晞由县掾吏入仕，初授工部缮工司主事，宣德年間被升為工部郎中。之後又被調至兵部武庫司，後轉任兵部右侍郎，隨即往陝西、臨洮等地鞏選練軍士以抵禦賊寇。明廷命徐晞參贊甘肅軍務。
正统六年（1441年），云南麓川守将任思发叛乱，靖远伯王骥率军15万征讨，徐晞督运军粮。大军凯旋后，徐晞以功荣升兵部尚书。正统十年（1445年）以疾病乞求致仕；不久病卒，皇帝下令輟朝一日，遣官員諭祭勑工部營葬。